# 興銀グループ
興銀グループ（こうぎんグループ）は旧日本興業銀行（現みずほ銀行）をメインバンクとする企業からなる企業グループ。
旧財閥系グループや旧都市銀行系グループと異なり社長会が存在せず、グループ各社相互の結束はほとんど無かった。興銀と融資先企業各社との間の個々のつながりで構成される融資系列というのが興銀グループの実態であった。
グループの中核・日本興業銀行は2000年9月に第一勧業銀行、富士銀行とともにみずほフィナンシャルグループを設立した。それにともない興銀グループも第一勧銀グループ、芙蓉グループとともにみずほグループと称されるようになった。